# Temporada 1936 de la NFL
La Temporada 1936 de la NFL fue la 17.ª en la historia de la NFL. Por primera vez desde que la liga fue fundada, no han existido cambios de equipos; ni un club se retiró ni tampoco se unió a la NFL. También fue el primer año en el que todos los equipos de la liga jugaron el mismo número de juegos. Desde esta temporada, el número de juegos de la temporada regular por equipo ha sido:
1. 12 en 1936
2. 11 hasta 1942 y en 1946.
3. 10 de 1943 hasta 1945.
4. 12 de 1947 hasta 1960.
5. 14 de 1961 hasta 1977.
6. 16 desde 1978.

La temporada finalizó el 13 de diciembre cuando los Green Bay Packers vencieron a Boston Redskins 21-6 por el juego de campeonato de la NFL. Por única vez en la historia de la NFL, el equipo con la ventaja de campo se negó a jugar en su propio estadio y en su lugar eligió jugar en una cancha neutral. Debido a la escasa asistencia, los Redskins mudaron el juego de Boston al Polo Grounds, en New York.

## Principales cambios en las reglas
- Un draft se llevaría a cabo para asignar todos los nuevos jugadores que entren a la liga por primera vez a los equipos de una manera arbitraria y equitativo.
- La pena por un pase ilegal hacia adelante que se produce más allá de la línea de golpeo es de cinco yardas desde el punto de la falta.

## Carrera Divisional
En el Oeste, los Bears llegaron 6-0-0 y los Packers a 5-1-0 en mitad de la temporada 12 de juegos, la única derrota de los Packers fue 30-3 a los Bears. El 1 de noviembre, de Green Bay venció 21-10 a los Bears para dar los dos equipos, una marca de 6-1-0. Ambos equipos continuaron ganando, y ambos estaban en 9-1-0 hasta el día de Acción de Gracias. Los Bears perdieron sus dos últimos partidos, mientras que Green Bay perdió ninguno de ellos, poniendo a los Packers en el partido por el título. En el Este, los Pittsburgh Pirates estaban en 6-5-0, y los Redskins de Boston al 5-5-0, cuando se enfrentaron el 29 de noviembre en Boston, ante tan sólo 7.000 personas. Los Pirates perdieron, 30-0, quedándose en 6-6-0, y sólo podía esperar que 6-5-0 Boston (6-5-0) perdiera su último partido. Sin embargo, los Redskins ganaron en Nueva York, 14-0 ante 18.000. Dado que el ganador del Este tenía el derecho a organizar el juego por el título de 1936, George Preston Marshall, el dueño de los Redskins, rechazó jugar en Boston y el juego de campeonato se disputó en New York, con una asistencia 29.545 personas . Marshall se movería a los Redskins a Washington para 1937.

## Temporada regular
V = Victorias, D = Derrotas, E = Empates, CTE = Cociente de victorias, PF= Puntos a favor, PC = Puntos en contra
Nota: Los juegos empatados no fueron contabilizados de manera oficial en las posiciones hasta 1972
| Boston Redskins     | 7 | 5  | 0 | .583 | 149 | 110 |
| Pittsburgh Pirates  | 6 | 6  | 0 | .500 | 98  | 187 |
| New York Giants     | 5 | 6  | 1 | .455 | 115 | 163 |
| Brooklyn Dodgers    | 3 | 8  | 1 | .273 | 92  | 161 |
| Philadelphia Eagles | 1 | 11 | 0 | .083 | 51  | 206 |

| Green Bay Packers | 10 | 1 | 1 | .909 | 248 | 118 |
| Chicago Bears     | 9  | 3 | 0 | .750 | 222 | 94  |
| Detroit Lions     | 8  | 4 | 0 | .667 | 235 | 102 |
| Chicago Cardinals | 3  | 8 | 1 | .273 | 74  | 143 |

## Juego de Campeonato
- Green Bay Packers 21, Boston Redskins 6, 13 de diciembre de 1936, Polo Grounds, New York, New York

## Líderes de la liga
| Estadísticas | Nombre        | Equipo    | Yardas |
| ------------ | ------------- | --------- | ------ |
| Pasando      | Arnie Herber  | Green Bay | 1.239  |
| Corriendo    | Tuffy Leemans | New York  | 830    |
| Recibiendo   | Don Hutson    | Green Bay | 536    |